# Hey Now Hey (The Other Side of the Sky)
Hey Now Hey (The Other Side of the Sky) är ett musikalbum av Aretha Franklin. Skivan som var hennes nittonde studioalbum lanserades 1973 på skivbolaget Atlantic Records. Från början skulle denna skiva ha blivit ett renodlat jazzalbum, men slutresultatet blev ett mer mångsidigt och udda album. Låten "Angel", skriven av Arethas syster Carolyn Franklin släpptes som singel och blev en mindre hit. Sammantaget blev albumet inte en lika stor framgång som de föregående albumen Young, Gifted and Black och Amazing Grace. Albumet nådde plats 30 på amerikanska Billboard 200-listan.

## Låtlista
(kompositör inom parentes)
1. "Hey Now Hey (The Other Side of the Sky)" (Aretha Franklin)
2. "Somewhere" (Leonard Bernstein, Stephen Sondheim)
3. "So Swell When You're Well" (James Booker, Aretha Franklin)
4. "Angel" (Carolyn Franklin, Sonny Sanders)
5. "Sister from Texas" (Aretha Franklin)
6. "Mister Spain" (Carolyn Plummer)
7. "That's The Way I Feel About Cha" (Bobby Womack, Jim Grisby, Joe Hicks)
8. "Moody's Mood" (James Moody, Jimmy McHugh, Dorothy Fields)
9. "Just Right Tonight" (Aretha Franklin, Avery Parrish, Buddy Feyne, Quincy Jones, Robert Bruce)
10. "Master of Eyes (The Deepness of Your Eyes)" (Aretha Franklin, Bernice Hart)

## Fotnoter
1. ↑  https://www.billboard.com/music/aretha-franklin/chart-history/billboard-200